# Judith Lussier
Judith Lussier (nascuda el 1983) és una periodista i assagista de llengua francesa del Quebec, col·labora amb el diari Metro i la revista Urbania. Té un títol de grau en Comunicació i Ciència política.
S'interessa als grans reptes de la societat i en particular al feminisme, l'heterocentrisme, els drets de les minories sexual i la temàtica del gènere. Besneta d'una botiguera de queviures a la seva primera sèrie d'assajos, Sacré Dépanneur de 2010 fa un homenatge a aquestes petites botigues de proximitat, que sempre hi són quan hi ha menester. L'aide à la procréation au Québec de 2015 explica el programa de reproducció assistida del Quebec i conté un pamflet en defensa del dret de totes a tal assistència, com a part essencial del servei públic gratuït i en favor de la família homoparental. On peut plus rien dire : le militantisme à l'ère des réseaux sociaux (2019) és un assaig ben documentat que se centra especialment en els «guerrers de la justícia social», aquests activistes d'esquerra sovint acusats de correcció política.

## Assajos destacats
- Sacré dépanneur ! (2010)[8]
- L'aide à la procréation au Québec (2015)[9]
- Au-delà des limites : l'histoire des sports en fauteuil roulant[10][11]
- On peut plus rien dire: le militantisme à l'ère des réseaux sociaux[7][12]